# Charles Elwes
Charles Elwes (Randburg, 15 de julho de 1997) é um remador britânico, medalhista olímpico.

## Carreira
Elwes conquistou a medalha de bronze nos Jogos Olímpicos de Verão de 2020 em Tóquio com a equipe da Grã-Bretanha no oito com masculino, ao lado de Josh Bugajski, Jacob Dawson, Thomas George, Moe Sbihi, Oliver Wynne-Griffith, James Rudkin, Thomas Ford e Henry Fieldman, com o tempo de 5:25.73. Nos Jogos Olímpicos de Verão de 2024, em Paris, conseguiu a medalha de ouro também na competição do oito com masculino, acompanhado de Dawson, Ford, Rudkin, Sholto Carnegie, Rory Gibbs, Thomas Digby e Harry Brightmore, com o tempo de 5:22.88.